# Nombre español
El nombre español o la forma española del nombre puede referirse a:
- El exónimo en lengua española de un nombre extranjero, especialmente de un topónimo, o nombre de lugar. Cuando el exónimo es de un topónimo o antropónimo (nombre de persona) propio de una lengua española distinta del castellano (catalán, euskera -vasco-, gallego o asturiano) suele recibir la denominación de nombre castellano. A veces se emplean los términos castellanización, españolización o hispanización, pero estos tienen además otras implicaciones culturales o incluso políticas.

- El nuevo nombre de pila que adopta un extranjero cuyo nombre original es de difícil pronunciación para los hispanohablantes, habitualmente con el fin de conseguir una mayor integración en territorios hispanófonos, siendo posible la castellanización de su nombre original o la adquisición de uno nuevo. Es muy habitual entre los inmigrantes chinos, cuyos nombres, los propios de la cultura tradicional china, tienen la particularidad añadida de no tener traducción a los nombres de santos cristianos.

## Construcción del nombre propio en la cultura hispánica
La manera característica de construir el nombre propio de persona en España (excluidos nombres en lenguas cooficiales, que son muy comunes en las regiones que las utilizan) y otros países de cultura hispánica, consiste en lo siguiente:

### Nombre de pila
La mayoría de nombres de pila españoles son, al igual que en muchos países europeos, de origen latino (Julio, Félix, Marcos), hebreo (Daniel, Samuel, David), griego (Pedro, Alejandro, Jorge) o germánico (Enrique, Guillermo, Alfredo). Estos pueden ser simples o compuestos, tradicionalmente usados en la pila bautismal y relacionados con santos católicos (Antonio, Francisco, José, Juan, Manuel, etc.; Ana, Isabel, Laura, Teresa, etc. -véase Nombres bíblicos), siendo muy habitual la feminización de los nombres de santos varones (Antonia, Francisca, Josefa o Josefina) y algo menos la utilización de santas femeninas en nombres de varón, más frecuentemente como segundo nombre en un nombre compuesto (José María); o advocaciones de la Virgen María, a veces ligadas a virtudes (Caridad, Esperanza, etc.) o a rasgos propios (Amparo, Socorro, Soledad, etc.) y muy comúnmente reducidas al nombre distintivo de una imagen (África, Almudena, Aránzazu, Covadonga, Macarena, Montserrat, Paloma, Pilar, Regla, etc.), o de Jesucristo (Jesús, Salvador, etc.) o atributos divinos (Sofía); o de otras entidades (Ángel).
Desde la Edad Contemporánea, la progresiva secularización de la sociedad ha ido extendiendo otro tipo de nombres ajenos a la tradición católica, antes no solo dominante sino incluso impuesta de forma más o menos rígida o excluyente en algunos periodos históricos (no solo en el Antiguo Régimen -caracterizado por la política de máximo religioso desde la época de los Reyes Católicos-, sino durante el franquismo de las décadas centrales del siglo XX -con el denominado nacionalcatolicismo-). Los criterios con que se elabora la legislación relativa al registro civil ha de cumplir con la neutralidad en materia religiosa propia de un estado no confesional, lo que ha permitido la inscripción como nombres oficiales de los hipocorísticos (siempre muy utilizados aunque no oficiales, como Mari, Paco, Pepe, Puri, etc.) y cualquier otro tipo de nombres. Por su parte, la Iglesia católica sigue realizando las inscripciones en los archivos parroquiales (libro bautismal).
Las estadísticas del INE reflejan que la abrumadora mayoría de los nombres puestos a los niños en la actualidad en España siguen siendo los tradicionales. 
Caso diferente es el del uso de los nombres en Hispanoamérica, donde todavía se emplean nombres tradicionales españoles (como Andrés, Camilo, David, Ernesto, Hernán, Julián, Santiago, etc).
Sin embargo, en ciertos países hispanoamericanos se está tornando común el uso de nombres en inglés (como Alex, Erick, Johan, John, Jonathan, Jeysson, William, Wilmer, etc) o hispanizaciones del inglés (Cristian, Érica, Yuliet, Yeison, Yoan, etc). Según un estudio hecho por la W radio en Colombia en 2009, la mayoría (entre el 55 y 60%) de los nombres asignados desde 2006 en ese país han sido en inglés.

### Apellido
A diferencia de como ocurre en gran parte de los países del mundo, no hay un único apellido, sino una sucesión de apellidos, provenientes de los apellidos del padre y los apellidos de la madre, generalmente es el apellido paterno el que va primero, sucedido por el materno. Es significativo que las mujeres no pierden el apellido al casarse, cosa también excepcional entre el resto de los países no iberoamericanos. Habitualmente se utilizan sólo los dos primeros (tradicionalmente, en primer lugar el primer apellido del padre y en segundo lugar el primer apellido de la madre -la legislación del registro civil de España lo preveía de esta forma hasta 1999, cuando una reforma legislativa permite cualquier orden que los padres acuerden, y desde la nueva Ley de registro civil de 2011 si no comunican nada el encargado del registro acuerda el orden de apellidos atendiendo al interés del menor. Al llegar a la mayoría de edad, cualquier persona puede optar por cambiar el orden de sus apellidos); y cuando se utilizan más se suceden por orden riguroso: en los puestos impares los del padre y en los puestos pares los de la madre. En algunos casos se consiente la alteración del orden de los apellidos, o la combinación de éstos en un apellido compuesto, que también puede tener otro origen, por ejemplo, un título nobiliario u otra razón.
Luego de contraer matrimonio, la mujer solía utilizar el apellido del marido precedido de la palabra "de" (por ejemplo: señora de Tal, o Fulanita Tal de Tal -en este caso se ponía en primer lugar el apellido propio de la mujer y en segundo lugar el de su marido-). En otros casos, el uso del "de" puede pertenecer a un único apellido (apellido compuesto) y no a dos apellidos distintos. Es habitual el uso del "de" en apellidos vinculados a la nobleza o en muchos otros casos (por ejemplo, la vinculación con una localidad -por ejemplo de Toledo o de Sevilla- o con una institución -por ejemplo de la Iglesia o del Rey-). Dicha costumbre se suele considerar obsoleta en la actualidad, sin embargo, la práctica se mantiene en algunos ambientes sociales y particularmente en algunas ocasiones, como actos sociales de alguna solemnidad, tarjetas de visita o esquelas.
Cuando alguno de los dos apellidos es compuesto, se coloca la letra "y" entre ambos. En algunos casos, como ocurre en algunos registros y documentos oficiales (libro de familia), se utiliza la conjunción "y" entre el primer apellido y el segundo. Sin embargo, en otros casos esa "y" puede pertenecer a un apellido compuesto. Añadir la conjunción entre el primer y el segundo apellido es una costumbre algo frecuente en Cataluña (se utiliza "i" cuando se usa la ortografía propia de la lengua catalana). Fuera de Cataluña suele entenderse como una costumbre nobiliaria, que implica la omisión del "de" en caso de que el segundo apellido también la tenga. Por ejemplo, al antiguo rey de España se le nombra Juan Carlos de Borbón y Borbón y al nuevo,  Felipe de Borbón y Grecia.
La antigua costumbre de exhibir orgullosamente al menos cuatro apellidos propios de cristiano viejo tenía que ver con el prestigio social de esa condición y la discriminación que se ejercía contra los cristianos nuevos. La misma razón tenía el que las mujeres no perdieran el apellido al casarse: prolongar en los descendientes la condición social de los antepasados por ambas ramas familiares.
En País Vasco y Navarra, existen apellidos euskaldunes, algunos fácilmente reconocibles; aunque algunos de los apellidos españoles más comunes son de origen vasco (García, Mendoza, etc.) y, por la forma de construcción, también están relacionados con el vasco los patronímicos construidos con el sufijo "ez", que indica "hijo de" (Álvarez -de Álvaro-, Bermúdez -de Bermudo-, Fernández o Hernández -de Fernando-, González -de Gonzalo-, Jiménez o Ximénez -de Jimeno, justamente el nombre del fundador de la navarra dinastía Jimena-, López -de Lope-, Pérez -de Pedro-, Rodríguez -de Rodrigo-, etc.). 
Existe el tópico de que existe la costumbre, en el nacionalismo vasco, de mostrar largas listas de apellidos vascos, como se caricaturiza en la comedia 8 apellidos vascos.

## Diminutivos, hipocorísticos y apodos españoles
Muchos nombres pueden ser acortados usando terminaciones, originando un diminutivo que usualmente tiene connotaciones afectivas: -ito, -cito, -ico, -illo (masculino) e -ita, -cita, -ica, -illa (femenino). En algunos casos son propios de determinadas regiones: los diminutivos en -ico son propios de Aragón, los -illo de Andalucía, etc.
Los hipocorísticos son reducciones o alteraciones del nombre, así como los apodos, motes o sobrenombres pueden derivarse por vía de reglas lingüísticas o por otras causas, y ofrecen también una gran diversidad local.